# 下层方言
在语言学上，上层语言区分于标准语言，以至于在本质上已成为完全不同的语言。下层语言与正式的上层语言相对。
下层语言在发音，词汇和语法上区别于标准语言，常常会发展为完全不同的语言，例如下层语言通俗拉丁语就发展成为完全不同的罗曼语。